# Psychotria sakaleonensis
Psychotria sakaleonensis är en måreväxtart som beskrevs av Cornelis Eliza Bertus Bremekamp. Psychotria sakaleonensis ingår i släktet Psychotria och familjen måreväxter. Inga underarter finns listade i Catalogue of Life.